# Asclepias pellucida
Asclepias pellucida är en oleanderväxtart som beskrevs av Fourn.. Asclepias pellucida ingår i släktet sidenörter, och familjen oleanderväxter. Inga underarter finns listade i Catalogue of Life.